# Shaddap You Face
Shaddap You Face è una novelty di Joe Dolce (a nome Joe Dolce Music Theatre) pubblicata nel 1980.
Il brano parla di un ragazzo italiano ribelle di nome Giuseppe che, nonostante le numerose lamentele ricevute dalla madre, riesce a diventare una celebrità del cinema e della televisione. Il brano si caratterizza per la presenza di luoghi comuni sull'Italia fra cui mandolini e fisarmoniche.
Nonostante i giudizi negativi ricevuti, Shaddap You Face ha raggiunto la vetta delle classifiche di vendita in tutto il mondo.

## Accoglienza
Shaddap You Face è giunto al numero uno nella classifica Kent Music Report del 1980 rimanendovi per otto settimane. La canzone è divenuta il quindicesimo più grande successo del 1981 nel Regno Unito. Ha raggiunto inoltre il primo posto nella classifica britannica dei singoli il 21 febbraio di quell'anno, rimanendovi per tre settimane fino al 14 marzo 1981 e impedendo così a Vienna degli Ultravox di raggiungere il primo posto. Oltre ad aver svettato fra le classifiche del Regno Unito, Shaddap You Face è stata anche il numero uno in altri 11 paesi. Negli Stati Uniti la canzone ha raggiunto la posizione numero 53 nell'estate del 1981 su Billboard Hot 100 e la numero 43 su Cash Box Top 100. Essa risulta essere il brano di maggior successo mai prodotto in Australia.
Nonostante gli ottimi piazzamenti di classifica, Shaddap You Face è stata stroncata dal pubblico e dagli specialisti musicali e viene talvolta considerata uno dei peggiori brani mai realizzati.

## Cover
Moltissimi furono gli artisti che omaggiarono Shaddap You Face e risultano esserci oltre 50 cover, più altre centinaia che vengono pubblicate da vari musicisti su YouTube. Fra i molti artisti che cantarono il brano di Joe Dolce vi furono Lou Monte, KRS-One (Shutupayouface), EMF, Werner Böhm, (Mensch, ärger dich nicht), Sheila (Et Ne La Ramène Pas), Dingetje (Houtochdiekop), De Strangers (Agget Mor Fret), Franco e Ciccio (Alì Alì Alè) e Samuel L. Jackson.

## Tracce
1. Shaddap You Face – 3:10
2. Ain't No Hurry – 2:50

## Classifiche
| Classifica (1980-1981)                    | Posizione massima |
| ----------------------------------------- | ----------------- |
| Australia                                 | 1                 |
| Austria                                   | 1                 |
| Canada                                    | 2                 |
| Belgio                                    | 1                 |
| Germania                                  | 1                 |
| Irlanda                                   | 1                 |
| Nuova Zelanda                             | 1                 |
| Olanda (Dutch Top 100)                    | 4                 |
| Olanda (Single Top 100)                   | 4                 |
| Sudafrica                                 | 1                 |
| Svezia                                    | 5                 |
| Svizzera                                  | 1                 |
| Regno Unito                               | 1                 |
| Stati Uniti d'America (Billboard Hot 100) | 53                |
| Stati Uniti d'America (Cashbox)           | 43                |

| Classifica (1981)       | Posizione massima |
| ----------------------- | ----------------- |
| Austria                 | 13                |
| Belgio                  | 19                |
| Canada                  | 20                |
| Germania                | 17                |
| Olanda (Single Top 100) | 42                |
| Sudafrica               | 1                 |
| Svizzera                | 6                 |
| Regno Unito             | 8                 |